# 적색주와 청색주

1992년부터 2008년까지 5번의 미국 대통령 선거에서 나타난 평균 득표율 차이를 그림으로 표현했다. 공=공화당, 민=민주당
공 >20%
공 10–20%
공 3–10%
3% 이내 경합주
민 3~10%
민 10–20%
민 >20%

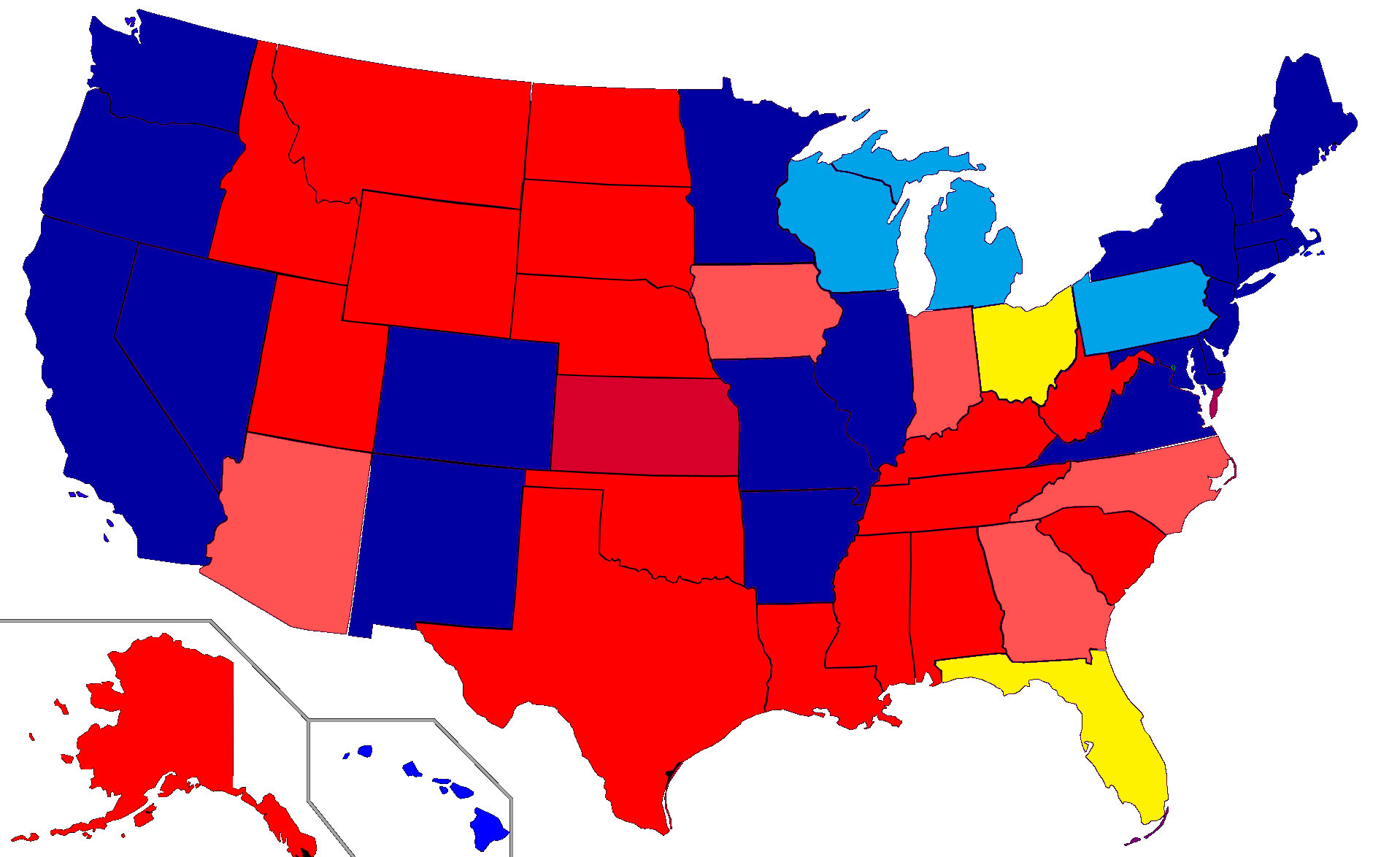
2008~2020년 4번의 미국 대통령 선거 결과를 그림으로 표현했다.
4번 모두 공화당 지지
3번 공화당 지지
양당을 2번씩 지지
3번 민주당 지지
4번 모두 민주당 지지

적색주와 청색주(赤色州 & 靑色州, 영어: red states and blue states)는 미국의 대통령 선거와 관련된 용어로, 미국 공화당(상징색 빨강), 미국 민주당(상징색 파랑)을 지지하는 성향이 있는 주들을 뜻한다. 이 용어는 2000년 미국 대통령 선거에서부터 쓰이기 시작했다. 얼터넷(Alternet)과 워싱턴 포스트에 따르면, 이 용어를 처음 만들어낸 사람은 팀 러서트(Tim Russert)이다. 적색과 청색으로 주별 지지도를 표시한 것도 이 때부터다. 그 이전에는 적색, 청색 외에 다른 색을 사용하기도 했다.
적색주, 청색주라는 표현이 일반화되면서 청색주는 자유주의적 성향, 적색주는 보수주의적 성향을 가지는 지역으로 인식되기도 한다. 이는 사회주의 운동에서 주로 적색을 사용하고, 보수주의 운동이 주로 청색을 사용해온 오래된 전통과는 반대되는 것이었다.

## 기원

### 남북 전쟁과 색상 표기의 시작
2000년 미국 대통령 선거 이전까지 공화당의 색은 파랑이었고, 민주당의 색은 빨강이었다. 이는 역사적으로 보수 정당을 파란색, 진보 정당을 빨간색으로 표기한 것과 관련이 있다. 이러한 색 배치의 기원은 미국 남북전쟁으로 거슬러 올라간다. 당시 공화당이 이끄는 북군 지역은 파란색으로 표시됐다. 1888년 미국 대통령 선거 후보였던 그로버 클리블랜드(Grover Cleveland)와 벤저민 해리슨(Benjamin Harrison)은 공화당을 청색, 민주당을 적색으로 표기한 지도를 사용했다. 당시 공화, 민주 양당은 공식 색을 지정하지 않았지만, 양당의 후보들은 계속해서 적색과 청색을 사용했다. 20세기에도 이 전통이 이어져 타임지의 경우 1988년부터 2000년까지 선거 그래픽에서 공화당을 청색, 민주당을 적색으로 표기했다.
하지만 '공화당=청색, 민주당=적색'의 공식이 처음부터 완전히 정착된 것은 아니었다. 1908년 뉴욕 타임스는 1904년 미국 대통령 선거 결과를 그림으로 표기하면서 민주당을 파란색, 공화당을 노란색으로 표기한 바 있다. 같은 해 워싱턴 포스트는 공화당 지역을 적색, 민주당 지역을 청색, 지지 여부가 불명확한주를 노란색으로 표기했다. 선거인단이 주어지지 않는 준주(territory)는 초록색으로 표기했다.

### 컬러TV 이후 방송사들의 선거지도
컬러 텔레비전의 출현으로 방송기자들이 색이 들어간 선거지도를 사용하는 일이 많아졌다. 하지만 어떤 원칙에 따라 정당의 색이 결정되었는지에 대해서는 여러 주장이 있다. 한 출처에 따르면, 2000년 이전 6번의 미국 대통령 선거(1976~1996)에서 민주당의 색은 빨강이었으며 오직 한번만 파랑이었다고 말한다. 또한 당시 방송사들은 특정 색에 대한 선호를 피하기 위해, 4년마다 현직 대통령이 속한 정당의 색을 바꿨다는 주장도 있다. 1996년 당시 현직 대통령 정당 색이 빨강이었다면, 2000년 현직 대통령의 정당 색은 파랑이 된다는 식의 설명이다.
또다른 출처에 따르면, 방송사들이 표기한 정당 색에는 특별한 일관성이 없었다. 정당 색 표기의 물꼬를 튼 것은 1976년 NBC의 앵커 존 챈슬러(John Chancellor)였다. 챈슬러가 진행하는 저녁뉴스 스튜디오에 전광판 형식의 미국 지도가 설치됐다. 당시 민주당 후보였던 지미 카터가 한 주에서 이기면 그 주에는 빨간 불이 들어왔다. 반면 공화당 후보였던 제럴드 포드가 이기는 주에는 파란 불이 들어왔다. 당시 이런 식의 중계는 큰 화제를 모았고, 4년 뒤에는 다른 방송사들도 비슷한 방식을 차용했다.
하지만 방송사마다 색 표기 방식은 달랐다. NBC는 한동안 1976년과 같은 방식의 색상 표기를 사용했다. NBC의 데이비드 브링클리(David Brinkley)는 1980년 미국 대통령 선거에서 유명한 말을 남겼다. 로널드 레이건이 44개 주에서 승리한 것을 "교외지역의 수영장"을 닮았다고 말한 것이다. CBS는 1984년부터 NBC와 정반대의 방식을 채택했다. 민주당을 파란색, 공화당을 빨간색으로 표기한 것이다. ABC는 1976년 다수당을 노란색으로 표기하고, 소수당을 파란색으로 표기했다. 1980년과 1984년 ABC는 공화당을 적색, 민주당을 청색으로 표기했다.
1980년 존 앤더슨(John B. Anderson)이 무소속 후보로 돌풍을 일으키자 일부 방송사는 앤더슨의 색으로 노란색을 고려하기도 했다. 1992년과 1996년에도 일부 방송사들은 제3의 대통령 선거 후보였던 로스 페로(Ross Perot)의 색으로 노란색을 사용하려 했다.
1996년 대통령 선거의 경우, CNN, CBS, ABC와 뉴욕 타임스는 민주당을 청색, 공화당을 적색으로 표기했으며, 타임지와 워싱턴포스트는 민주당을 적색, 공화당을 청색으로 표기했다.

### 2000년 대통령 선거 이후
2000년 미국 대통령 선거는 미국 대통령 선거 이후에도 한동안 결과가 불명확했다. 당시 미국의 주요 언론사들은 색상 표기를 일치시켰는데 이는 시청자와 독자들의 편의성을 고려한 것이었다. 2000년 미국 대통령 선거 당일 저녁, 언론사들 사이에 민주당=청색, 공화당=적색으로 표기한다는 합의가 없었음에도 불구하고 서서히 색상 표기의 일치가 이뤄졌다. 대부분의 언론사들의 색상 표기가 일치된 것을 계기로 청색주, 적색주라는 표현도 등장한 것이다. 각 당을 상징하는 색상이 등장했지만, 여전히 공화당과 민주당은 공식적인 상징색을 지정하지 않고 있다. 2000년 미국 대통령 선거부터 색상이 들어간 선거지도를 제공하기 시작한 더 타임스는 공화당(Republican)과 적색(Red)모두 'R'로 시작한다는 설명을 내놓기도 했다.

## 보라색주
보라주는 스윙 스테이트(경합주)의 다른 표현이다. 민주, 공화 양당 모두 명백한 우세를 장담할 수 없는 주를 뜻한다. 보라주를 전장주(battleground state)라고 부르기도 한다.
공화당 소속의 도널드 트럼프 대통령이 선출된 2024년 미국 대통령 선거를 보면, 애리조나주, 조지아주, 펜실베이니아주, 위스콘신주, 미시간주, 네바다 가 보라주였다. 앞의 여섯 주는 2020년에 민주당을 지지했으나 2024년 공화당으로 지지가 바뀌었다.
한 주를 특정 색으로 표기하는 관습은 해당 주를 특정한 성향으로 판단하게 만들었다. 공화, 민주 양당의 성향과 마찬가지로 적색주는 보수주의 지역으로 간주됐고, 청색주는 자유주의적 성향의 지역으로 간주됐다. 하지만 이런 판단은 지나치게 간단한 것이라는 지적도 있다. 한 주의 색상으로 주 전체를 판단하기보다 보다 작은 지역 단위의 색상으로 판단했을 때 보다 정확한 정치적, 문화적 성향을 알 수 있다는 것이다.

## 세분화
보다 정확한 지역별 성향분석을 위해 군(county) 단위 혹은 구역(district) 단위의 색상 지도가 등장하기도 한다. 좀더 세분화된 지역단위를 토대로 색상 지도가 만들어지면서 청색군(blue county), 적색군(red county)라는 표현이 쓰이기도 한다. 보다 작은 지역단위로 세분화된 지도에서 대부분의 주는 보라색 느낌으로 표현된다. 이는 표면상의 적색주, 청색주 내부에도 정치적 이견이 존재함을 의미한다.
2008년 미국 대통령 선거에서 존 매케인 공화당 후보는 뉴욕주 등 확실한 청색주에서도 농촌지역 군의 상당수에서는 승리를 거뒀다. 반대로 텍사스주와 같은 확실한 적색주에서도 버락 오바마 민주당 후보가 일부 군에서는 승리하기도 했다. 이는 지역별 정치성향 차이만큼이나 다른 요소에 따른 정치적 차이도 중요하게 생각해야 한다는 시사점을 준다.
2008년 미국 대통령 선거에서 존 매케인은 비교적 저소득층(연소득 3만 달러 미만)에서 적은 지지를 받았다. 반면 버락 오바마는 대학원 이상 학력 소유자로부터 평균 이상의 지지를 받았다. 기혼자들은 존 매케인을 좀더 지지했지만, 비혼자들은 오바마를 더 지지했다. 청색주, 적색주 가릴 것 없이 교외 지역, 농촌 지역의 경우 매케인 지지 성향이 높았지만, 도시 지역에서는 오바마의 지지가 높았다.
인종의 경우, 흑인의 절대 다수와 라티노, 아시아계 미국인의 60% 이상이 오바마를 지지했으며, 백인의 55%가 매케인을 지지한 것으로 나타났다.

### 세계
공화당, 민주당 양당의 색이 전통적인 정치성향 색과 정반대로 나타남에 따라 직관적으로 파악하기 어렵다는 반응이 있었다.
19세기 말엽부터 오랫동안 정당의 색이 정해져 있는 캐나다의 경우, 캐나다 자유당의 상징색은 적색, 캐나다 보수당의 색상은 청색이었다. 리버럴 레드(Liberal Red, 붉은 자유당), 토리 블루(Tory Blue, 파랑 보수당)이라는 표현도 널리 쓰였다. 캐나다에서 레드 토리(Red Tory, 붉은 보수당)는 사회적으로 자유주의적인 보수주의자를 뜻했다. 영국의 경우 영국 노동당의 상징은 붉은 장미인 반면, 영국 보수당은 전통적으로 파란색을 사용해 왔다.-->
대한민국에서는 보수정당이 파란색, 거대 민주당계 정당이 노란색이나 초록색을 사용했으나 한나라당이 새누리당으로 당명을 개정하면서 보수정당이 빨간색을 사용하게 되었다. 이후 한동안 파란색은 중도나 보수를 표방하는 제3 후보들이 사용했다. 2013년 9월에 민주당이 상징색을 파랑으로 바꾸면서 미국과 색이 같게되었다.

## 같이 보기
- 경합주
- 미국 선거인단